# Circonscriptions du Dáil

La chambre basse de l’Oireachtas, le Parlement irlandais, le Dáil Éireann, regroupe actuellement 158 Teachtaí Dála (TD), les députés, représentant les quarante circonscriptions électorales de l’État d’Irlande. En fonction de sa taille, chaque circonscription est représentée par au minimum trois députés et au maximum cinq, bien qu'il n'y ait officiellement pas de limite haute.

## Les circonscriptions
Pour les élections générales de 2016, 158 députés sont élus dans 40 circonscriptions. En juin 2012, la commission de circonscription a proposé des modifications dans les circonscriptions afin de réduire le nombre total de députés à 166 de 158 à 158 et le nombre de circonscriptions de 43 à 40. La loi de 2013 sur les élections prévoyait ce changement et les modifications dans les circonscriptions.

Les 40 circonscriptions en 2016.

| Circonscription      | Population | Sièges |
| -------------------- | ---------- | ------ |
| Carlow–Kilkenny      | 145 659    | 5      |
| Cavan–Monaghan       | 120 483    | 4      |
| Clare                | 111 336    | 4      |
| Cork East            | 114 365    | 4      |
| Cork North-Central   | 117 170    | 4      |
| Cork North-West      | 86 593     | 3      |
| Cork South-Central   | 117 952    | 4      |
| Cork South-West      | 82 952     | 3      |
| Donegal              | 152 358    | 5      |
| Dublin Bay North     | 146 512    | 5      |
| Dublin Bay South     | 116 396    | 4      |
| Dublin Central       | 89 030     | 3      |
| Dublin Fingal        | 141 162    | 5      |
| Dublin Mid-West      | 110 427    | 4      |
| Dublin North-West    | 90 534     | 3      |
| Dublin Rathdown      | 87 470     | 3      |
| Dublin South-Central | 114 660    | 4      |
| Dublin South-West    | 144 908    | 5      |
| Dublin West          | 113 179    | 4      |
| Dún Laoghaire        | 118 791    | 4      |
| Galway East          | 89 564     | 3      |
| Galway West          | 150 874    | 5      |
| Kerry                | 145 502    | 5      |
| Kildare North        | 115 350    | 4      |
| Kildare South        | 59 162     | 3      |
| Laois                | 87 745     | 3      |
| Limerick City        | 113 835    | 4      |
| Limerick County      | 83 834     | 3      |
| Longford–Westmeath   | 116 802    | 4      |
| Louth                | 143 272    | 5      |
| Mayo                 | 120 332    | 4      |
| Meath East           | 86 572     | 3      |
| Meath West           | 85 550     | 3      |
| Offaly               | 87 640     | 3      |
| Roscommon–Galway     | 84 586     | 3      |
| Sligo–Leitrim        | 119 153    | 4      |
| Tipperary            | 147 801    | 5      |
| Waterford            | 113 795    | 4      |
| Wexford              | 145 320    | 5      |
| Wicklow              | 141 012    | 5      |